# سيراس تومسون
سيراس تومسون هو سياسي أمريكي، ولد في 1855، وتوفي في 1930. نشط حزبياً في الحزب الجمهوري. وقد انتخب عضو مجلس ولاية كارولاينا الشمالية ‏ وانتخب عضو مجلس نواب كارولينا الشمالية ‏.